# Antal Vágó

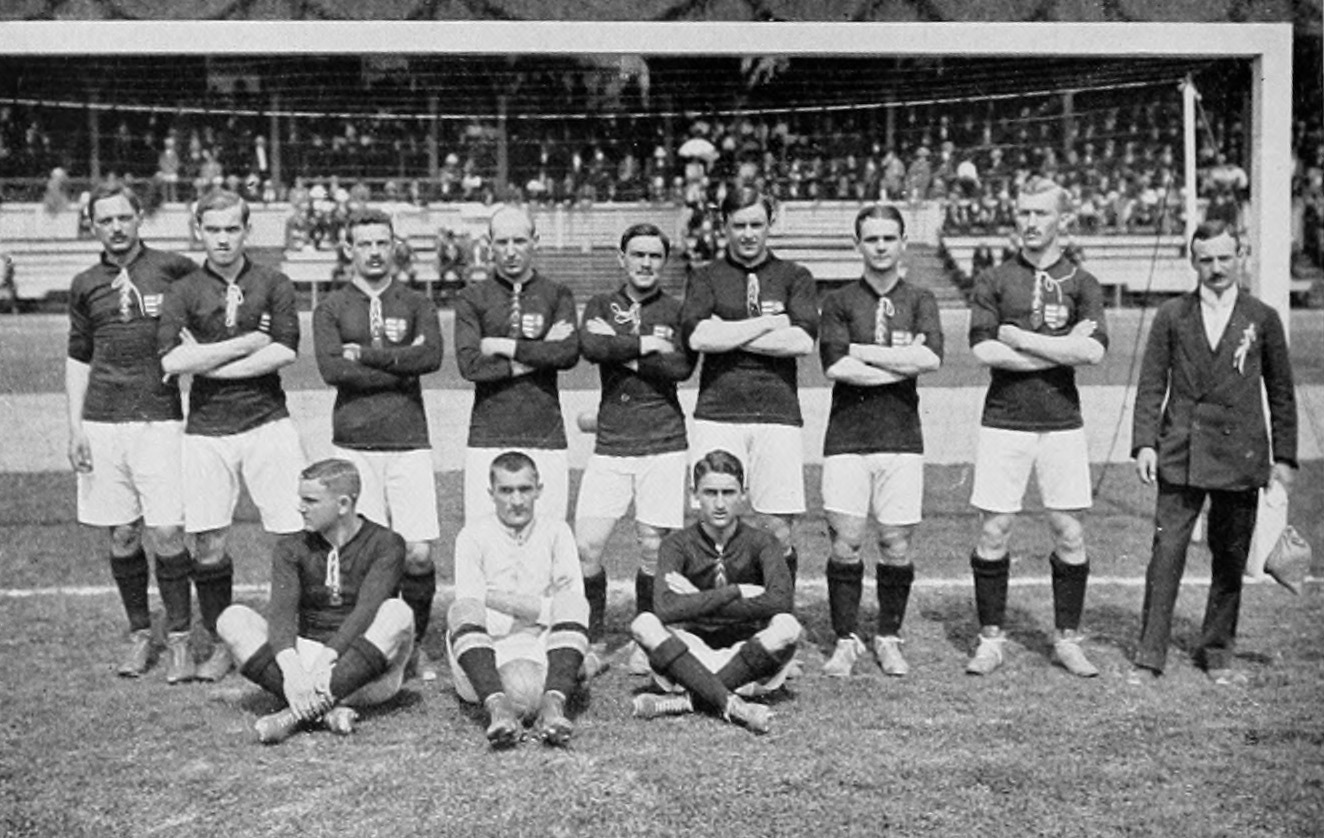
Die ungarische Nationalmannschaft bei den Olympischen Spielen 1912 mit Antal Vágó (hintere Reihe Mitte, mit Kapitänsabzeichen)

Antal Vágó, geboren als Antal Weisz, (* 9. August 1891 in Budapest (Stadtteil Pest), Österreich-Ungarn; † 21. März 1944 oder 30. Dezember 1944 in Budapest) war ein ungarischer Fußballspieler jüdischer Herkunft. 1944 wurde er Opfer des Holocaust.

## Biographie
In seiner Jugend spielte Antal Vágó für Fővárosi TC und anschließend von 1911 bis 1923 für MTK Budapest FC. Der MTK war ein Verein, der 1888 von großbürgerlichen Juden gegründet worden war; Vereine der ungarischen Aristokraten waren damals für Juden in Ungarn nicht zugänglich. Seine Position wird als Mittelfeldspieler angegeben, der auch stark in der Abwehr war; seine kongenialen Mitspieler waren  Gyula Bíró und Jenő Károly. In seiner Zeit bei MTK wurde der Verein acht Mal ungarischer Meister sowie fünf Mal Pokalsieger. „Die besten jüdischen Kicker des Landes spielten fast ausnahmslos für diesen Klub.“ Vágó gilt als einer der besten Spieler in der frühen Fußballgeschichte Ungarns: Auf der Webseite seines Vereins werden sein Ballgefühl, seine Spielübersicht und seine Passgenauigkeit weiterhin gerühmt.
Am 27. Juli 1919 trat der MTK auf Vermittlung von Walther Bensemann in München zu einem ersten Freundschaftsspiel auf deutschem Boden gegen den FC Bayern München an: „Freundschaftsspiele gegen MTK waren so heiß begehrt wie heute Besuche von Real Madrid oder des FC Barcelona.“ Trainer der Mannschaft war Izidor Kürschner. Der MTK schlug die Bayern mit 7:1.
1908 hatte Vágó sein Debüt in der ungarischen Fußballnationalmannschaft, für die er insgesamt 17 Mal auflief. Er trat für Ungarn bei den Olympischen Spielen 1912 in Stockholm an. Dabei unterlag Ungarn England mit 0:7, schlug in der Trostrunde die deutsche Nationalmannschaft mit 3:1 und Österreich mit 3:0, so dass die Mannschaft schließlich Platz fünf belegte.
Laut Angabe seines Vereins soll Vágó zu den mehreren Tausend jüdischen Menschen gehört haben, die im Winter 1944 von faschistischen Pfeilkreuzlern am Donauufer in Budapest zusammengetrieben und erschossen wurden (siehe Schuhe am Donauufer). Laut anderen Quellen soll er am 21. März 1944 in einem Konzentrationslager zu Tode gekommen sein, wie auch seine Mannschaftskameraden vom MTK József Braun, Henrik Nádler und Imre Taussig.